# Местоимения в севернокитайском языке
Местоимения китайского языка (кит. трад. 代詞, упр. 代词, палл. дайцы, кит. трад. 代名詞, упр. 代名词, палл. дайминцы — местоимение, термин китайской лингвистической традиции. Кроме Китая распространён также в Японии (яп. 代名詞 даймэйси), Корее (대명사 — тэмёнъса) и Вьетнаме (Đại từ — дайты).
| Лицо        | Единственное число | Единственное число | Единственное число | Единственное число | Множественное число              | Множественное число              | Множественное число                 | Множественное число                 |
| ----------- | ------------------ | ------------------ | ------------------ | ------------------ | -------------------------------- | -------------------------------- | ----------------------------------- | ----------------------------------- |
| Первое лицо | 我 wǒ, во Я        | 我 wǒ, во Я        | 我 wǒ, во Я        | 我 wǒ, во Я        | Эксклюзив                        | Эксклюзив                        | Инклюзив                            | Инклюзив                            |
| Первое лицо | 我 wǒ, во Я        | 我 wǒ, во Я        | 我 wǒ, во Я        | 我 wǒ, во Я        | 我们 wǒmen, вомэнь мы (без тебя) | 我们 wǒmen, вомэнь мы (без тебя) | 咱们 zánmen, цзаньмэнь мы (с тобой) | 咱们 zánmen, цзаньмэнь мы (с тобой) |
| Второе лицо | Информационное     | Информационное     | Вежливое           | Вежливое           | 你们 nǐmen, нимэнь вы            | 你们 nǐmen, нимэнь вы            | 你们 nǐmen, нимэнь вы               | 你们 nǐmen, нимэнь вы               |
| Второе лицо | 你 nǐ, ни ты       | 你 nǐ, ни ты       | 您 nín, нинь Вы    | 您 nín, нинь Вы    | 你们 nǐmen, нимэнь вы            | 你们 nǐmen, нимэнь вы            | 你们 nǐmen, нимэнь вы               | 你们 nǐmen, нимэнь вы               |
| Третье лицо | Мужской род        | Женский род        | Женский род        | Средний род        | Мужской род                      | Женский род                      | Женский род                         | Средний род                         |
| Третье лицо | 他 tā, та он       | 她 tā, та она      | 她 tā, та она      | 它 tā, та оно      | 他们 tāmen, тамэнь они           | 她们 tāmen, тамэнь они           | 她们 tāmen, тамэнь они              | 它们 tāmen, тамэнь они              |

Кроме местоимений, приведённых в таблице, существует большое количество диалектных (например, 妳 (nǐ; ты) — употребляется в Гонконге и Тайване по отношению к женщине), а также тех форм, которые употребляются к ограниченному кругу лиц (например, 祂 (Tā) — Он (о Боге)).

## Посессивность
Притяжательные местоимения выражаются с помощью притяжательной частицы 的(дэ).

## Возвратность
Возвратные местоимения выражаются с помощью местоимений 自己 (цзыцзи), 本人.